# Giuseppe Cuomo
Giuseppe Cuomo, né le 2 février 1998 à Vico Equense, est un footballeur italien qui évolue au poste de défenseur central au FC Crotone.

## Biographie

### En club
Cuomo fait ses débuts professionnels pour Crotone lors d'une défaite 3-0 en Serie A contre Naples le 12 mars 2017.

### En sélection
Appelé avec les espoirs italiens en septembre 2020, lors de la première trêve internationale due à la pandémiede coronavirus, il fait ses débuts en espoirs contre la Slovénie, dans un match remporté 2-1 par l'Italie.

## Palmarès
| FC Crotone - Serie B - Vice-champion en 2019-20 |